# Nekrolog 1938
Nekrolog
◄◄
| ◄
| 1934
| 1935
| 1936
| 1937
| 1938 | 1939 | 1940 | 1941 | 1942 | ► | ►►
1. Quartal |
2. Quartal |
3. Quartal |
4. Quartal 
Weitere Ereignisse | Allgemeiner Nekrolog 1938
Die Beschreibung der verstorbenen Person sollte so kurz wie möglich gehalten sein und nur deren signifikante Tätigkeit(en) enthalten.
Neue Namen ggf. auch unter dem Geburts- und Sterbedatum, also etwa unter 1. Januar und im Geburts- und Sterbejahr (2024) eintragen (nur bei entsprechender großer Wichtigkeit). Für Beispiele siehe die schon vorhandenen Artikel.
Außerdem über die fünf zuletzt Verstorbenen, zu denen es einen ausreichend guten Artikel für eine Präsentation auf der Hauptseite gibt, nach der todesbedingten Überarbeitung der Artikel ggf. auch unter Wikipedia Diskussion:Hauptseite informieren und sie am besten auch in den anderen Wikipedia-Sprachversionen eintragen. Tipp: Regelmäßig bei news.google.de nach „ist tot“, „gestorben“ oder „verstorben“ suchen.
Wenn eine Person gestorben ist, gibt es viele Seiten zu dieser Person in der Wikipedia, die davon auch betroffen sind und entsprechend aktualisiert werden müssen. Beispiele: Namenübersichtsseite, Geburtsjahr, Geburtsort-Seiten und viele mehr.
Wie finde ich die betroffenen Seiten?
Im Suchfeld auf der linken Seite gibt man den Suchbegriff so ein: „Vorname Nachname“. Dann klickt man auf Volltext und alle Seiten mit entsprechendem Suchtext werden aufgerufen. Hier sieht man dann schnell, wo auch das Todesjahr Sinn macht oder sogar ein Teil des Artikels angepasst werden muss. Auch hilft das „Werkzeug“ auf der linken Seite sehr gut, um solche Seiten aufzufinden: „Links auf diese Seite“. Somit ist die Wikipedia wieder aktuell in allen Bereichen! Hinweis: bei Eintragung der Kategorie „Gestorben JAHR“ wird der Missbrauchsfilter 49 ausgelöst, was jedoch nicht schlimm ist. Siehe: Spezial:Missbrauchsfilter/49
Dies ist eine Liste von im Jahr 1938 verstorbenen bekannten Persönlichkeiten. Die Einträge erfolgen innerhalb der einzelnen Daten alphabetisch sortiert. Tiere sind im Nekrolog für Tiere zu finden.
Die Liste ist nach Quartalen aufgeteilt:
- Nekrolog 1. Quartal 1938: Januar, Februar und März
- Nekrolog 2. Quartal 1938: April, Mai und Juni
- Nekrolog 3. Quartal 1938: Juli, August und September
- Nekrolog 4. Quartal 1938: Oktober, November und Dezember

## Datum unbekannt
| Tag | Name                                | Beruf, bekannt als | Alter | Beleg |
| --- | ----------------------------------- | --- | ----- | ----- |
|     | August Achtenhagen                  | deutscher Porzellanmaler |       |       |
|     | Luis Altamirano                     | chilenischer General und Politiker |       |       |
|     | Carl Arend                          | deutscher Architekt und Zeichner |       |       |
|     | Pjotr Andrejewitsch Arschinow       | Anarchist und Aktivist der Machnowschtschina |       |       |
|     | Julius Barmat                       | deutscher Angeklagter in einem Korruptionsprozess |       |       |
|     | Süreyya Bedirxan                    | kurdischer Schriftsteller, Journalist und ein Politiker |       |       |
|     | Gaston Bélier                       | französischer Organist |       |       |
|     | Marc Bellin du Coteau               | französischer Leichtathlet und Sportmediziner |       |       |
|     | Wilhelm Bergmann                    | deutscher Verwaltungsbeamter |       |       |
|     | Juan Carlos Bertone                 | uruguayischer Fußballspieler und Trainer |       |       |
|     | Thomas Best                         | US-amerikanischer Architekt |       |       |
|     | James Milton Black                  | US-amerikanischer Kirchenliedkomponist, Chorleiter und Lehrer einer Sonntagsschule |       |       |
|     | Kurt Blavier                        | deutscher Politiker in Danzig und NS-Opfer |       |       |
|     | Johannes Böhm                       | deutscher Paläontologe und Geologe |       |       |
|     | Walter R. Booth                     | britischer Zauberer und Filmemacher |       |       |
|     | Heinrich Bötel                      | deutscher Opernsänger (Tenor) |       |       |
|     | Hermann Brandl                      | sudetendeutscher Lehrer und Heimatforscher |       |       |
|     | Charles Morelle Bruce               | US-amerikanischer Politiker, kommissarischer Gouverneur des Arizona-Territoriums |       |       |
|     | Franz Capek                         | mährisch-österreichischer Orgelbauer |       |       |
|     | Luis Carvallo                       | chilenischer Fußballspieler |       |       |
|     | Abdulhamid Sulaymon oʻgʻli Choʻlpon | usbekischer Schriftsteller |       |       |
|     | Garnet Clark                        | US-amerikanischer Jazzpianist |       |       |
|     | Konrad Cohn                         | deutscher Schulzahnarzt |       |       |
|     | Dschamtsangiin Damdinsüren          | mongolischer Politiker, Mitglied der Mongolischen Revolutionären Volkspartei (MRVP) und ordentliches Staatsoberhaupt der Mongolei in der Zeit. Er ist Opfer stalinistischen Terrors (1927–1929) |       |       |
|     | Georg Deycke                        | deutscher Arzt |       |       |
|     | Taxile Doat                         | französischer Keramiker |       |       |
|     | Alter Drujanow                      | hebräischer Schriftsteller, Historiker und Volkskundler |       |       |
|     | Albert Dyes                         | deutscher Verwaltungsbeamter |       |       |
|     | Edvard Ellingsen                    | norwegischer Zoologe |       |       |
|     | Alexander Gawrilowitsch Endjukowski | sowjetischer Finnougrist |       |       |
|     | Charlotte Epstein                   | US-amerikanische Schwimmtrainerin |       |       |
|     | Miguel Esguelha                     | portugiesischer Politiker |       |       |
|     | Yussef Etessami                     | iranischer Journalist, Beamter, Verleger, Übersetzer und Autor |       |       |
|     | Georg Fell                          | deutscher Konsumgenossenschafter, Manager |       |       |
|     | Julius Franz                        | deutscher Gewerkschafter und Politiker (SPD), MdL |       |       |
|     | Lilli Friesicke                     | deutsche Gynäkologin |       |       |
|     | Isidor Gansl                        | österreichischer Fußballspieler |       |       |
|     | Marie Goslich                       | deutsche Journalistin, Fotografin, Schriftstellerin, Erzieherin und Malerin |       |       |
|     | Peter Hamecher                      | deutscher Autor |       |       |
|     | Ernst Henle                         | deutscher Baudirektor |       |       |
|     | David Holde                         | deutscher Chemiker |       |       |
|     | Alfred Hüser                        | deutscher Bauunternehmer und Verbandsfunktionär |       |       |
|     | Papa Charlie Jackson                | US-amerikanischer Blues-Musiker |       |       |
|     | Otto Jansen                         | deutscher Kunsthändler und Weltreisender |       |       |
|     | Howhannes Katschasnuni              | armenischer Ministerpräsident |       |       |
|     | Franz Keller                        | deutscher Arzt und schwäbischer Heimatforscher |       |       |
|     | Heinz Kiwitz                        | deutscher Holzschneider |       |       |
|     | Antonín Klášterský                  | tschechischer Dichter |       |       |
|     | Joseph Klos                         | katholischer Geistlicher und Politiker, MdR |       |       |
|     | Carl Rudolph Krafft                 | US-amerikanischer Landschaftsmaler |       |       |
|     | Josef Krieger                       | deutscher Verwaltungsbeamter |       |       |
|     | Rudolf Krohn                        | deutscher Lehrer und Heimatforscher |       |       |
|     | Josef Kubetzko                      | deutscher Politiker (Zentrum), MdR |       |       |
|     | Eugen von Kuczyński                 | österreichischer Diplomat |       |       |
|     | Ludwig Külz                         | deutscher Kolonialarzt, Tropenmediziner und Afrikaforscher |       |       |
|     | Pierre Lefèvre-Pontalis             | französischer Diplomat |       |       |
|     | Henri Lioret                        | französischer Uhrmacher und Erfinder |       |       |
|     | Ida Löwy                            | österreichische Pädagogin und Individualpsychologin |       |       |
|     | Nicolae Mărăscu                     | rumänischer Rugbyspieler |       |       |
|     | Pirro Marconi                       | italienischer Klassischer Archäologe |       |       |
|     | John M. Mendinhall                  | US-amerikanischer Politiker |       |       |
|     | Ludwig Meyer                        | deutscher Rittergutsbesitzer und Politiker, MdR |       |       |
|     | Elmina Moissán                      | chilenische Malerin |       |       |
|     | Franciszek von Morawski             | polnischer Gutsbesitzer, Publizist und Politiker, MdR |       |       |
|     | William C. Newland                  | US-amerikanischer Politiker |       |       |
|     | Harald Nørregaard                   | norwegischer Rechtsanwalt |       | 73/74 |
|     | Johann Christian Josef Ommerborn    | deutscher Journalist und Schriftsteller |       |       |
|     | Ernst von Otto-Kreckwitz            | deutscher Kynologe und Publizist |       |       |
|     | Aladár Pácz                         | ungarischer Metallurg |       |       |
|     | Wilhelm Paret                       | deutscher Pastor und Fotograf |       |       |
|     | Axel Paulsen                        | norwegischer Eiskunstläufer und Erfinder des Eiskunstlaufsprunges Axel |       |       |
|     | Esteban Peña Morell                 | dominikanischer Komponist |       |       |
|     | Periklis Pierrakos-Mavromichalis    | griechischer Fechter, General und Politiker |       |       |
|     | Fritz Plato                         | deutscher Chemiker |       |       |
|     | Johannes Radke                      | deutscher Architekt und Baubeamter |       |       |
|     | Remigio Renzi                       | italienischer Organist, Komponist und Musikpädagoge |       |       |
|     | Georges-Antoine Rochegrosse         | französischer Maler |       |       |
|     | Joaquim Salvat i Sintes             | katalanischer Komponist |       |       |
|     | Edmund Beale Sargant                | britischer Kolonialbeamter und Autor |       |       |
|     | Robert Emanuel Schmidt              | deutscher Chemiker und Direktor der Elberfelder Farbenfabriken |       |       |
|     | Jekaterina Schtschepkina            | russische bzw. sowjetische Historikerin und Feministin |       |       |
|     | Walter F. Scott                     | US-amerikanischer Politiker und Treasurer von Vermont |       |       |
|     | Theodor Seliwanoff                  | russischer Chemiker |       |       |
|     | Giulio Silvestrelli                 | italienischer Diplomat |       |       |
|     | Gertrud Simmel                      | deutsche Malerin, Schriftstellerin und Philosophin |       |       |
|     | Leo Smoschewer                      | jüdisch-deutscher Unternehmer und Kunstsammler |       |       |
|     | Erwin Spiegelberg                   | deutscher Chemiker |       |       |
|     | Paul Steen                          | deutscher Politiker (KPD) |       |       |
|     | David Alan Stevenson                | Leuchtturmingenieur |       |       |
|     | Otto Strauß                         | deutscher Politiker (WP), MdR |       |       |
|     | Ayna Sultanova                      | aserbaidschanische Parteiaktivistin |       |       |
|     | Josef Thuma                         | österreichischer Physiker |       |       |
|     | Heinrich Tischler                   | deutscher Maler, Architekt und Grafiker |       |       |
|     | Alfred Vogel                        | deutscher Verwaltungsjurist und Ministerialbeamter |       |       |
|     | Albert Voigts                       | deutscher Landwirt und Abgeordneter in Deutsch-Südwestafrika |       |       |
|     | Peter Walser                        | Schweizer reformierter Geistlicher |       |       |
|     | Grigol Zereteli                     | georgischer Altphilologe |       |       |
|     | Willy Zielstorff                    | deutscher Agrarwissenschaftler und Hochschullehrer |       |       |